# Alta Val Sesia
Alta Val Sesia este o arie protejată (arie specială de conservare — SAC, sit de importanță comunitară — SCI) din Italia întinsă pe o suprafață de 7.545 ha, integral pe uscat.

## Localizare
Centrul sitului Alta Val Sesia este situat la coordonatele 45°53′47″N 7°53′56″E / 45.8964°N 7.8989°E.

## Înființare
Situl Alta Val Sesia a fost declarat sit de importanță comunitară în septembrie 1995 pentru a proteja 1 specie de plante și 12 specii de animale. Situl a fost protejat și ca arie specială de conservare în iulie 2016.

## Biodiversitate
Situată în ecoregiunea alpină, aria protejată conține 23 de habitate naturale: Pante stâncoase calcaroase cu vegetație casmofită, Roci stâncoase cu vegetație pionieră de Sedo-Scleranthion sau Sedo albi-Veronicion dillenii, Turbării active, Păduri acidofile de Picea de la nivel montan la nivel alpin (Vaccinio-Piceetea), Grohotișuri silicioase de la nivelul montan până la nivelul zăpezii (Androsacetalia alpinae și Galeopsietalia ladani), Ape stătătoare oligotrofe până la mezotrofe, cu vegetație de Littorelletea uniflorae și/sau de Isoëto-Nanojuncetea, Păduri de fag Luzulo-Fagetum, Pajiști alpine și subalpine calcaroase, Păduri pe pante, grohotișuri și ravene de Tilio-Acerion, Râuri de munte și vegetația erbacee de pe malurile acestora, Pajiști boreale și alpine pe substrat silicios, Tufărișuri subarctice cu Salix spp., Pante stâncoase silicioase cu vegetație casmofită, Liziere de ierburi înalte hidrofile de câmpie și de nivel montan până la alpin, Pajiști alpine și boreale, Fânețe montane, Formațiuni ierboase bogate în specii de Nardus, dezvoltate pe substraturi silicioase în zone montane (și în zone submontane, în Europa continentală), Păduri alpine de Larix decidua și/sau Pinus cembra, Ghețari permanenți, Tufărișuri cu Pinus mugo și Rhododendron hirsutum (Mugo-Rhododendretum hirsuti), Grohotișuri calcaroase și de șisturi calcaroase de la nivelul montan până la nivelul alpin (Thlaspietea rotundifolii), Păduri de fag Asperulo-Fagetum, Păduri aluvionare cu Alnus glutinosa și Fraxinus excelsior (Alno-Padion, Alnion incanae, Salicion albae).
La baza desemnării sitului se află mai multe specii protejate:
- plante (1): Asplenium adulterinum
- păsări (9): minunița (Aegolius funereus), potârnichea de stâncă (Alectoris graeca saxatilis), acvilă de munte (Aquila chrysaetos), cocoșul de mesteacăn (Bonasa bonasia), ciocănitoare neagră (Dryocopus martius), zăgan (Gypaetus barbatus), Lagopus muta helvetica, Lyrurus tetrix tetrix, viespar (Pernis apivorus)
- pești (3): Barbus caninus, zglăvoacă (Cottus gobio), Telestes muticellus

Pe lângă speciile protejate, pe teritoriul sitului au mai fost identificate 14 specii de plante, 1 specie de amfibieni, 16 specii de mamifere, 5 specii de nevertebrate, 2 specii de reptile.